# Вечеслав Холєвац

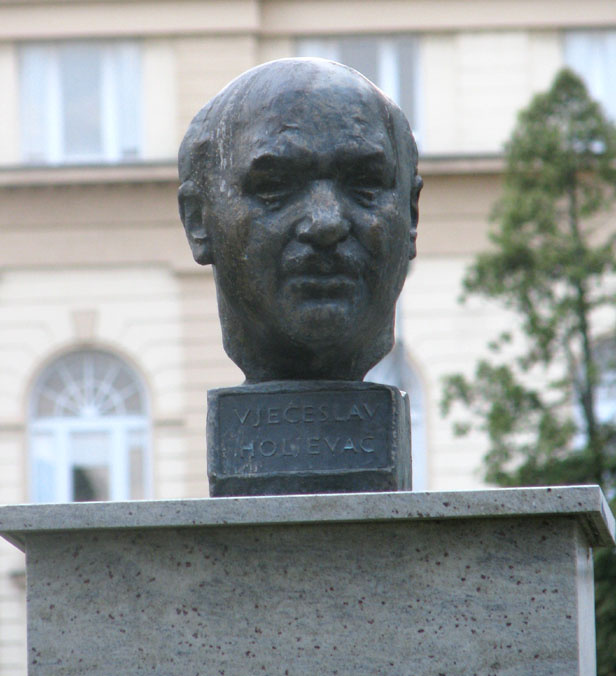
Погруддя Вечеслава Холєваца у Карловаці.

Вечеслав Холєвац (хорв. Većeslav Holjevac; нар. 22 серпня 1917, Карловаць — пом. 11 липня 1970, Загреб) — югославський і хорватський комуністичний і військовий діяч, політик, письменник, мер Загреба.

## Життєпис
Народився у місті Карловаць за часів Австро-Угорщини. Там навчався в гімназії.
1939 року вступив до лав Комуністичної партії Югославії. Після вторгнення держав Осі в Югославію та наступного утворення Незалежної Держави Хорватія приєднався до партизанського руху опору і в липні 1941 був одним із засновників партизанських загонів у Кордуні та Бановині. В цих хорватських краях до самого кінця війни служив політичним комісаром партизанських частин, в тому числі 4-го Хорватського партизанського корпусу.
Найзнаменитіша операція під його керівництвом в 1941 році відбулася 17 листопада в його рідному місті. Він командував чотою, завданням якої було визволити партизана Маріяна Чавича, якого усташі поранили, полонили і поклали в лікарню в Карловаці. Чота Холєваца переодяглася в однострої домобранів і таким чином без клопоту ввійшла в місто. На жаль, Чавича перед їхнім прибуттям забрали з лікарні, тому завдання не було повністю виконано. Однак ця операція справила велике враження на населення міста і околиць.
Після війни в тітовській Югославії обіймав багато важливих державних посад, зокрема був начальником військової місії ФНРЮ у Берліні.
23 липня 1951 року за свої заслуги в роки війни удостоївся звання Народного героя Югославії. Наступного року став міським головою Загреба, обіймаючи цю посаду до 1963 року. За час його керування містом «Загреб перейшов через Саву» за рахунок побудови Нового Загреба. На посаді мера проводив у життя сміливі містобудівні задуми. Також не допустив перенесення Загребського ярмарку в столицю Югославії Белград. Своєю самостійною та енергійною політикою заходив у конфлікт із югославською політичною верхівкою, а 1969 року був виключений із членів ЦК Союзу комуністів Хорватії.
Помер 1970 року в Загребі. На честь нього названий один із проспектів столиці Хорватії.
Його дочка Тетяна Холєвац (Tatjana Holjevac) була головою Загребської міської скупщини. 

## Твори
- "Hrvati izvan domovine", Matica hrvatska, Zagreb, 1967.1, 1968.2
- "Zapisi iz rodnoga grada", Nakladni zavod Matice hrvatske, Zagreb, 1972.